# Coelorhyncidia
Coelorhyncidia és un gènere d'arnes de la família Crambidae.

## Taxonomia
- Coelorhyncidia elathealis (Walker, 1859)
- Coelorhyncidia flammealis Hampson, 1917
- Coelorhyncidia nitidalis Hampson, 1907
- Coelorhyncidia ovulalis Hampson, 1896
- Coelorhyncidia purpurea Hampson, 1907
- Coelorhyncidia trifidalis Hampson, 1897